# Taça de Portugal 1943/44
Die Taça de Portugal 1943/44 war die sechste Austragung des portugiesischen Pokalwettbewerbs. Er wurde vom portugiesischen Fußballverband ausgetragen. Das Finale fand am 28. Mai 1944 im Estádio José Manuel Soares von Lissabon statt. Pokalsieger wurde Titelverteidiger Benfica Lissabon.
Bis zum Halbfinale wurden alle Begegnungen in Hin- und Rückspiel ausgetragen. Bei Gleichstand in den beiden Spielen gab es ein Entscheidungsspiel.

## Teilnehmende Teams
| Primeira Divisão (10) | Segunda Divisão (6)                                                                         |
| --- | ------------------------------------------------------------------------------------------- |
| - Académica de Coimbra - Atlético CP - Belenenses Lissabon - Benfica Lissabon - SC Olhanense - FC Porto - SC Salgueiros - Sporting Lissabon - Vitória Guimarães - Vitória Setúbal | - GD Estoril Praia - FC Famalicão - Luso Beja - União de Coimbra - CF Unidos - SC Vila Real |

## Achtelfinale
|                      | Gesamt |                   | Hinspiel | Rückspiel |
| -------------------- | ------ | ----------------- | -------- | --------- |
| Académica de Coimbra | 13:30  | SC Salgueiros     | 6:2      | 7:1       |
| Belenenses Lissabon  | 4:0    | Atlético CP       | 2:0      | 2:0       |
| Luso Beja            | 2:8    | Benfica Lissabon  | 1:4      | 1:4       |
| GD Estoril Praia     | 6:3    | CF Unidos         | 3:2      | 3:1       |
| FC Porto             | 5:3    | Sporting Lissabon | 2:0      | 3:3       |
| União de Coimbra     | 4:3    | SC Olhanense      | 4:0      | 0:3       |
| Vitória Guimarães    | 6:4    | SC Vila Real      | 4:1      | 2:3       |
| Vitória Setúbal      | 3:1    | FC Famalicão      | 2:0      | 1:1       |

## Viertelfinale
|                      | Gesamt |                  | Hinspiel | Rückspiel |
| -------------------- | ------ | ---------------- | -------- | --------- |
| Académica de Coimbra | 4:4    | Vitória Setúbal  | 3:1      | 1:3       |
| Belenenses Lissabon  | 03:10  | Benfica Lissabon | 1:2      | 2:8       |
| GD Estoril Praia     | 5:3    | FC Porto         | 3:2      | 2:1       |
| Vitória Guimarães    | 8:2    | União de Coimbra | 1:1      | 7:1       |

### Entscheidungsspiel
|                      | Ergebnis |                 |
| -------------------- | -------- | --------------- |
| Académica de Coimbra | 3:0      | Vitória Setúbal |

## Halbfinale
|                  | Gesamt |                      | Hinspiel | Rückspiel |
| ---------------- | ------ | -------------------- | -------- | --------- |
| Benfica Lissabon | 7:2    | Académica de Coimbra | 6:1      | 1:1       |
| GD Estoril Praia | 9:1    | Vitória Guimarães    | 5:0      | 4:1       |

## Finale
| Paarung          | Benfica Lissabon – GD Estoril Praia |
| Ergebnis         | 8:0 (4:0) |
| Datum            | 28. Mai 1944 |
| Stadion          | Estádio José Manuel Soares, Lissabon |
| Schiedsrichter   | Carlos Canuto |
| Tore             | 1:0 Rogério Pipi (13.) 2:0 Julinho (15.) 3:0 Julinho (29.) 4:0 Arsénio Duarte (35.) 5:0 Rogério Pipi (56.) 6:0 Rogério Pipi (69.) 7:0 Rogério Pipi (75.) 8:0 Rogério Pipi (86.)                                            |
| Benfica Lissabon | António Martins – Francisco Ferreira, César Ferreira, Francisco Albino, Rogério Pipi, João Silva, António Carvalho – Joaquim Teixeira, Julinho, Guilherme Espírito Santo, Arsénio Duarte Cheftrainer: János Biri ( Ungarn) |
| GD Estoril Praia | Indalécio – Montés, Armindo, Joaquim Pacheco – Francisco Júlio, Passos, Rogério Cruz, António Figueiredo – Aníbal Rendas, João Nunes, Amador. Cheftrainer: Augusto Silva                                                   |